# Mestni promet Piran
Mestni promet Piran se izvaja na šestih avtobusnih linijah na območju piranske občine vse dni v letu. Z avtobusnimi linijami je zagotovljen javni prevoz ter povezave Pirana s Portorožem, Lucijo in Strunjanom.

## Izvajalec
Podeljeno koncesijo javnega mestnega prometa izvaja podjetje Arriva na linijah 1-3. Javno podjetje Okolje Piran izvaja prevoz na liniji 4 Fornače - Tartinijev trg in Fornače - Pokopališče Piran.

## Vozovnice
Vozovnice je mogoče kupiti pri vozniku na avtobusu ali v predprodaji. V predprodaji je mogoče kupiti vozovnice za eno vožnjo, turistične vozovnice za 20 voženj in mesečne vozovnice.

## Seznam in sheme linij mestnega prometa

### Arriva Dolenjska in Primorska
| št. | relacija                                                                                              | zimski obratovalni čas 1. november - 31. marec                 | poletni obratovalni čas                              | poletni obratovalni čas                         |
| št. | relacija                                                                                              | zimski obratovalni čas 1. november - 31. marec                 | 1. april - 31. oktober in 1. september - 31. oktober | 25. junij - 31. avgust                          |
| --- | --- | -------------------------------------------------------------- | ---------------------------------------------------- | ----------------------------------------------- |
| 1   | Piran AP – Portorož AP – Lucija AP – Lucija OŠ – TC Tuš                                               | PČ 5.30 - 23.00, P 5.30 - 0.05, S 5.32 - 0.05, NP 5.32 - 22.40 | PČ 5.30 - 23.00, PS 5.30 - 0.07, NP 5.32 - 23.00     | DS 5.30 - 0.25, NP 5.32 - 0.25                  |
| 2   | Piran AP – Portorož AP – Lucija AP – Lucija OŠ – Strunjan – Krka zdravilišče                          | V 6.15 - 14.05                                                 | V 6.15 - 14.05                                       | V 6.15 - 19.55                                  |
| 3   | Piran AP – Beli križ – Portorož AP – Lucija AP – Lucija OŠ – TC Tuš                                   | D 6.04 - 21.06                                                 | DS 6.04 - 21.06, NP 6.19 - 20.22                     | DS 6.04 - 21.06, NP 6.19 - 20.22                |
| 4   | Piran AP – Beli Križ – Portorož AP – Lucija AP – Sečovlje – Dragonja – Sveti Peter – Padna – Podpadna | D 5.14 - 20.28, S 5.14 - 15.23                                 | D 5.14 - 20.28, S 5.14 - 15.23                       | DS 5.14 - 20.28, NP 9.00 - 9.35 & 19.35 - 20.28 |

Legenda:
- D - vozi ob delavnikih; PČ - vozi od ponedeljka do četrtka; P - vozi ob petkih
- DS - vozi ob delavnikih in sobotah; PS - vozi ob petkih in sobotah;
- S - vozi ob sobotah;
- NP - vozi ob nedeljah in praznikih;
- V - vozi vsak dan.

### JP Okolje Piran
| relacija                    | zimski obratovalni čas 1. september - 30. junij | poletni obratovalni čas 1. julij - 31. avgust |
| --------------------------- | ----------------------------------------------- | --------------------------------------------- |
| Fornače – Tartinijev trg    | V 5.39 - 23.06                                  | V 5.34 - 1.46                                 |
| Fornače – Pokopališče Piran | V 9.16 - 9.25 & 11.01 - 11.10                   | V 9.16 - 9.25 & 11.01 - 11.10                 |

Legenda:
- V - vozi vsak dan

## Avtobusi
- Arriva Dolenjska in Primorska
  - 5× Mercedes-Benz Citaro K
  - 2× Mercedes-Benz Intouro
- Javno podjetje Okolje Piran
  - 3× Feniksbus FBI 83 M
  - 2× Italbus M2 CITI (samo v času poletne sezone)